# جون أوتو (موسيقي)
جون أوتو (بالإنجليزية: John Otto)‏ هو موسيقي وطبال أمريكي، ولد في 22 مارس 1977 في جاكسونفيل في الولايات المتحدة.

## وصلات خارجية
- جون أوتو على موقع IMDb (الإنجليزية)
- جون أوتو على موقع ميوزك برينز (الإنجليزية)
- جون أوتو على موقع أول ميوزيك (الإنجليزية)
- جون أوتو على موقع ديسكوغز (الإنجليزية)
- جون أوتو على موقع قاعدة بيانات الفيلم (الإنجليزية)